# Мост лодок
Мост лодок (исп. Puente de Barcas) — первый мост через реку Гвадалквивир в городе Севилье, просуществовавший с 1171 по 1852 годы.

## История
Халиф Абу Якуб Юсуф укрепил берега реки в 1169 году, а также провёл несколько городских реформ. Среди его инициатив — минарет, который позже станет Хиральдой. В субботу, 5 сентября 1171 года, когда он вернулся из поездки в Кордову, он приказал построить первый в городе мост. Задание было выполнено с помощью плотников и мастеров через 36 дней, 9 октября, и на следующий день, 10 октября, мост был открыт.
После большого наводнения 1784 года городской совет Севильи принял несколько новых законов, по которым мост оказался под его контролем, заменив таким образом прежнего управляющего.
В августе 1812 года произошло сражение объединённых испанских и английских войск против французского контингента, чтобы вернуть Севилью, которая была взята французами. Эта битва в Войну за независимость известна как битва за Севилью или как битва на мосту Трианы. В ней был захвачен шотландец Джон Дауни, сражавшийся на стороне французских сил. Британский подполковник Джон Скрап Колкитт также участвовал в этой битве.
Мост Изабеллы II начали строить на месте Моста лодок, предварительно перенеся последний вниз по течению. Окончательно он был разобран в 1852 году после почти семи веков службы городу.

## Характеристика

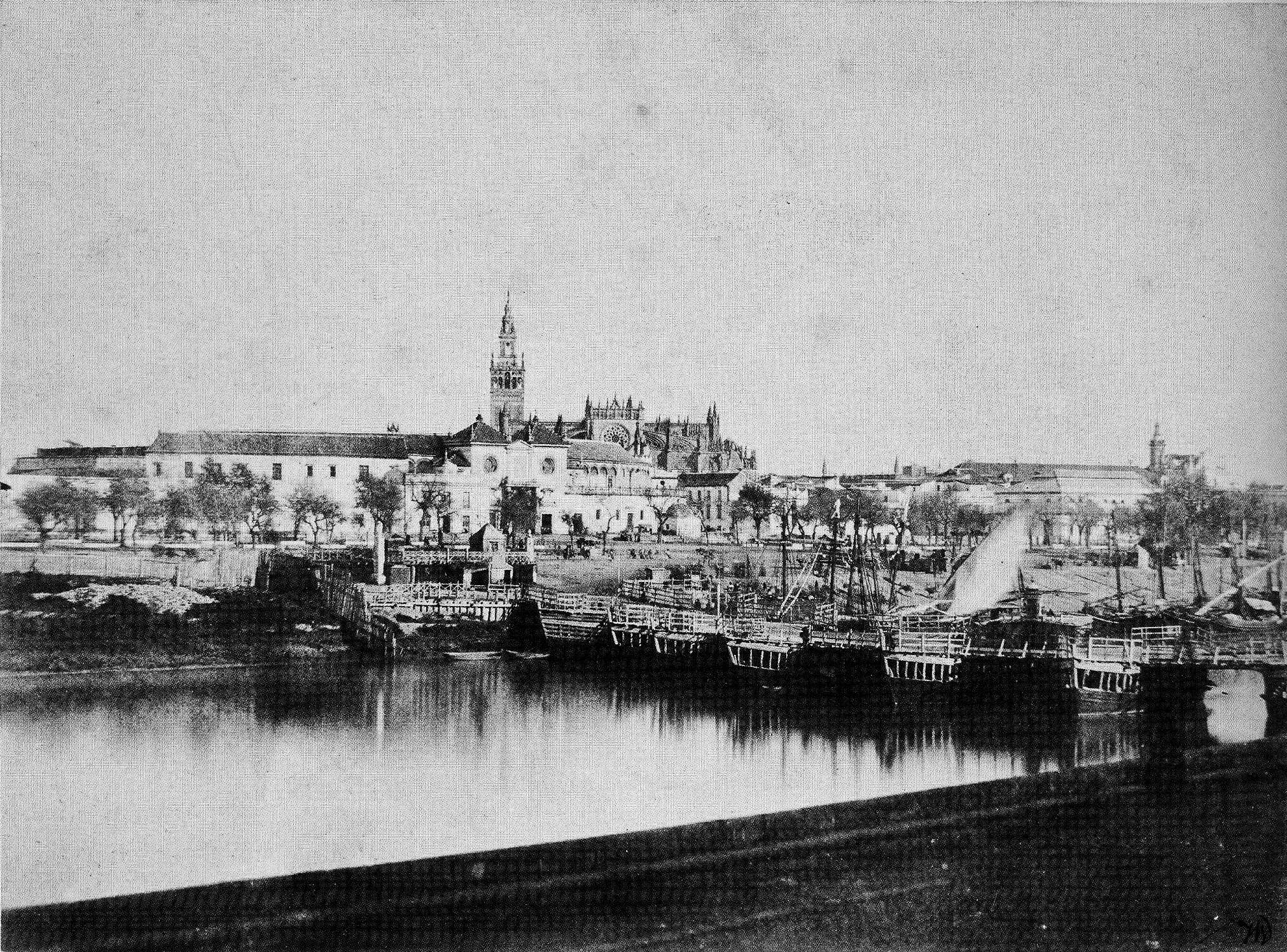
Вид на Мост лодок в 1851 году

В связи с илистым дном и сползающими берегами и отсутствием необходимых технологий для строительства стационарного моста в таких условиях была применена система плавучего моста. 17 лодок были соединены железными цепями, чтобы река не затопила их. Впоследствии их число было уменьшено до 10 . Сами лодки якорями крепились ко дну. Между ними было оставлено небольшое пространство для тока воды. На лодках были построены две деревянные дорожки. С двух сторон мост держался на поплавках из козьей кожи, наполненных воздухом. На земле с двух концов моста были построены две опоры, к которым цепями крепился  мост. Цепи со стороне Трианы были прикреплены к стене замка Сан-Хуан.
Из-за местоположения и материала мост приходилось постоянно ремонтировать, поскольку деревянные несущие конструкции гнили со временем. Мост несколько раз разрушался во время крупных наводнений в 1403—1800 годы.